# Prienai
Prienai es una ciudad en Lituania, Condado de Kaunas. Situada al orilla del río Nemunas. Es capital del municipio homónimo. Según el censo de 2006 la ciudad tenía 11.094 habitantes.
La primera mención documentada de Prienai data de 1502, en que el duque magnífico de Lituania Alexander dio la tierra de Prienai al Mykolas Glinskis. Los derechos de Magdeburgo fueron concedidos a la ciudad en 1609, comenzando un período del crecimiento que continuó durante los siglos XVII y XVIII. Durante la Segunda Guerra Mundial, la ciudad fue ocupada por tropas alemanas. Debido a ello, Prienai perdió a muchos de sus habitantes: la gente emigró o fue evacuada forzosamente, mientras que los judíos fueron matados por los nazis.

## Hermanamientos
Prienai forma parte del Douzelage, el plan europeo de hermanamiento entre diversas ciudades de países integrantes de la Unión Europea. Entre sus ciudades hermanadas se encuentran:
- Altea, España
- Bad Kötzting, Alemania
- Bellagio, Italia
- Bundoran, Irlanda
- Chojna, Polonia
- Granville, Francia
- Holstebro, Dinamarca
- Houffalize, Bélgica
- Judenburg, Austria
- Karkkila, Finlandia
- Kőszeg, Hungría
- Marsascala, Malta
- Mersen, Países Bajos
- Niederanven, Luxemburgo
- Oxelösund, Suecia
- Préveza, Grecia
- Sesimbra, Portugal
- Sherborne, Reino Unido
- Sigulda, Letonia
- Siret, Rumanía
- Sušice, República Checa
- Türi, Estonia
- Zvolen, Eslovaquia